# Enzephalisationsquotient
Der Enzephalisationsquotient (EQ) ist ein Maß für die relative Größe des Gehirns bezogen auf einen bestimmten Erwartungswert. Das tatsächlich gemessene Gehirngewicht wird dabei ins Verhältnis gesetzt zu jenem Gehirngewicht, das für eine bestimmte Art bei vergleichbarem Körpergewicht zu erwarten wäre.
Der EQ wurde 1973 von H.J. Jerison eingeführt bei dem Versuch, eine Beziehung zwischen Hirngewicht und kognitiven Fähigkeiten quantitativ näher zu bestimmen. Für den EQ wird das einfache Verhältnis von Gehirnmasse zu Körpermasse (als relatives Hirngewicht) der Individuen einer Art bestimmt und in Beziehung gesetzt zu Ergebnissen der Allometrie anderer Arten. Damit kann der EQ zum Vergleich verschiedener Tierarten dienen, wie auch in der Anthropologie verwendet werden, um verschiedene Spezies der menschlichen Vorfahren miteinander zu vergleichen.
Ein EQ >1 zeigt zunächst nur, dass im Vergleich das Hirn schwerer als erwartet ist; dies kann ein Hinweis auf erhöhte kognitive Fähigkeiten sein. Allerdings ist der EQ selbst als Maß für kognitiven Fähigkeiten nur sehr eingeschränkt geeignet. Zum einen hängt er von der Vergleichsgruppe ab, für die die erwartete Hirnmasse berechnet wird, zum anderen werden Aufbau und Struktur des Hirns, die für die kognitiven Fähigkeiten von großer Bedeutung sind, dabei nicht berücksichtigt.

## Berechnung
Der EQ errechnet sich aus dem Verhältnis
{\displaystyle {\frac {\text{gemessene Gehirnmasse}}{\text{erwartete Gehirnmasse}}}=EQ.}
Die zugrunde gelegte „erwartete Gehirnmasse“ ist jeweils eine empirisch bestimmte Größe und wird berechnet aus der durchschnittlichen relativen Gehirngröße (körpermassebezogene Gehirnmasse) jener Art von Lebewesen, hinsichtlich der man mittels EQ vergleichen möchte.
Allgemein nimmt bei Organismen gleicher Art die Gehirnmasse {\displaystyle m_{\text{G}}} mit wachsender Körpermasse {\displaystyle m_{\text{K}}} zu, jedoch nicht im gleichen Verhältnis wie diese, sondern weniger stark anwachsend. Die je für eine bestimmte Wirbeltierart typische Beziehung der Abhängigkeit der Gehirnmasse von der Körpermasse (angegeben in Gramm) lässt sich oft durch eine Potenzfunktion annähern: {\displaystyle m_{\text{G}}\propto m_{\text{K}}^{b}}, wobei der Exponent {\displaystyle b<1} ist (sogenannte negative Allometrie).
Will man nun das durchschnittliche Massenverhältnis von Gehirn zu Körper (als relative Gehirngröße ausgewachsener Individuen) einer Art mit dem von anderen Arten vergleichen, so kann man beispielsweise für die unterschiedlichen Werte innerhalb einer Gruppe von Säugetierarten eine gemittelte Potenzfunktion (als Regressionsgerade) ermitteln und angeben, wie stark der jeweils für eine Art gemessene Wert davon abweicht, von dem so gebildeten Erwartungswert. Als Angabe des Quotienten bei gleicher Körpermasse ist dies ein EQ.

## Beispiele
Der Mensch weist im Vergleich zu anderen Tieren einen sehr hohen EQ auf. Der EQ von Warmblütern liegt deutlich über dem anderer Tiere.
| Spezies                                                     | Enzephalisationsquotient (EQ) |
| ----------------------------------------------------------- | ----------------------------- |
| Mensch                                                      | 7,4–7,8                       |
| Großer Tümmler                                              | 5,3                           |
| Schimpanse                                                  | 2,2–2,5                       |
| Rhesusaffe                                                  | 2,1                           |
| Wal                                                         | 1,8                           |
| Afrikanischer Elefant                                       | 1,3                           |
| Hund                                                        | 1,2                           |
| Katze                                                       | 1                             |
| Pferd                                                       | 0,9                           |
| Schaf                                                       | 0,8                           |
| Maus                                                        | 0,5                           |
| Ratte                                                       | 0,4                           |
| Kaninchen                                                   | 0,4                           |
| EQ im Vergleich zur Katze als Standard-Spezies: EQ(Katze)=1 |                               |